# ويست هافر (مونتانا)
ويست هافر (بالإنجليزية: West Havre CDP, Montana)‏ هي منطقة سكنية تقع بولاية مونتانا في الولايات المتحدة. تبلغ مساحتها 4.9 كم2، وترتفع عن سطح البحر 796 م، بلغ عدد سكانها 316 نسمة في عام 2010 حسب إحصاء مكتب تعداد الولايات المتحدة وتصل الكثافة السكانية فيها 64.5 نسمة لكل كيلومتر مربع (167.1/ميل2).

## التركيبة السكانية
حدّد مكتب تعداد الولايات المتحدة بيانات التركيبة السكانية لويست هافر في تعداد الولايات المتحدة. في ما يلي، التركيبة السكانية حسب تعدادي 2000 و2010.

### تعداد عام 2000
بلغ عدد سكان ويست هافر 284 نسمة بحسب تعداد عام 2000، وبلغ عدد الأسر 100 أسرة وعدد العائلات 79 عائلة مقيمة في المنطقة السكنية. في حين سجلت الكثافة السكانية 58 نسمة لكل كيلومتر مربع (150.2/ميل2). وبلغ عدد الوحدات السكنية 103 وحدة بمتوسط كثافة قدره 21 لكل كيلومتر مربع (54.4/ميل2).
وتوزع التركيب العرقي للمنطقة السكنية بنسبة 92.25% من البيض و1.41% من الأمريكيين الأصليين و1.41% من الأمريكيين ذوي الأصول الآسيوية و4.93% من عرقين مختلطين أو أكثر.
بلغ عدد الأسر 100 أسرة كانت نسبة 45% منها لديها أطفال تحت سن الثامنة عشر تعيش معهم، وبلغت نسبة الأزواج القاطنين مع بعضهم البعض 72% من أصل المجموع الكلي للأسر، ونسبة 3% من الأسر كان لديها معيلات من الإناث دون وجود شريك،  بينما كانت نسبة 4% من الأسر لديها معيلون من الذكور دون وجود شريكة وكانت نسبة 21% من غير العائلات. تألفت نسبة 17% من أصل جميع الأسر من عدة أفراد يعيشون في نفس المنزل ونسبة 5% كانت تتألف من شخص يعيش بمفرده يبلغ من العمر 65 عاماً أو أكثر. وبلغ متوسط حجم الأسرة المعيشية 2.84، أما متوسط حجم العائلات فبلغ 3.24.
بلغ العمر الوسطي للسكان 36.0 عاماً. وكانت نسبة 31.7% من القاطنين تحت سن الثامنة عشر، وكانت نسبة 6.3% بين الثامنة عشر والرابعة والعشرين عاماً، ونسبة 25% كانت واقعةً في الفئة العمرية ما بين الخامسة والعشرين والرابعة والأربعين عاماً، ونسبة 31% كانت ما بين الخامسة والأربعين والرابعة والستين، ونسبة 6% كانت ضمن فئة الخامسة والستين عاماً فما فوق. يوجد لكل 100 أنثى 95.9 ذكر، ويوجد لكل 100 أنثى في الثامنة عشر من عمرها فما فوق 104.2 ذكر.
بلغ متوسط دخل الأسرة في المنطقة السكنية 56,375 دولارًا، أما متوسط دخل العائلة فبلغ 57,125 دولارًا. وكان متوسط دخل الذكور 48,000 دولارًا مقابل 19,519 دولارًا للإناث. وسجل دخل الفرد الخاص بالمنطقة السكنية 24,823 دولارًا. وكانت نسبة 0% من العائلات ونسبة 2% من السكان تحت خط الفقر،

### تعداد عام 2010
بلغ عدد سكان ويست هافر 316 نسمة بحسب تعداد عام 2010، وبلغ عدد الأسر 108 أسرة وعدد العائلات 94 عائلة مقيمة في المنطقة السكنية. في حين سجلت الكثافة السكانية 64.5 نسمة لكل كيلومتر مربع (167.1/ميل2). وبلغ عدد الوحدات السكنية 110 وحدة بمتوسط كثافة قدره 22.4 لكل كيلومتر مربع (58.0/ميل2).
وتوزع التركيب العرقي للمنطقة السكنية بنسبة 91.46% من البيض و0.32% من الأمريكيين الأفارقة و3.16% من الأمريكيين الأصليين و0.32% من الأمريكيين ذوي الأصول الآسيوية و4.75% من عرقين مختلطين أو أكثر و2.22% من الهسبانيون أو اللاتينيون من أي عرق.
بلغ عدد الأسر 108 أسرة كانت نسبة 42.6% منها لديها أطفال تحت سن الثامنة عشر تعيش معهم، وبلغت نسبة الأزواج القاطنين مع بعضهم البعض 75.9% من أصل المجموع الكلي للأسر، ونسبة 6.5% من الأسر كان لديها معيلات من الإناث دون وجود شريك،  بينما كانت نسبة 4.6% من الأسر لديها معيلون من الذكور دون وجود شريكة وكانت نسبة 13% من غير العائلات. تألفت نسبة 11.1% من أصل جميع الأسر من عدة أفراد يعيشون في نفس المنزل ونسبة 7.4% كانت تتألف من شخص يعيش بمفرده يبلغ من العمر 65 عاماً أو أكثر. وبلغ متوسط حجم الأسرة المعيشية 2.93، أما متوسط حجم العائلات فبلغ 3.15.
بلغ العمر الوسطي للسكان 38.0 عاماً. وكانت نسبة 32.3% من القاطنين تحت سن الثامنة عشر، وكانت نسبة 3.8% بين الثامنة عشر والرابعة والعشرين عاماً، ونسبة 24.4% كانت واقعةً في الفئة العمرية ما بين الخامسة والعشرين والرابعة والأربعين عاماً، ونسبة 28.8% كانت ما بين الخامسة والأربعين والرابعة والستين، ونسبة 10.8% كانت ضمن فئة الخامسة والستين عاماً فما فوق. وتوزع التركيب الجنسي للسكان بنسبة 49.7% ذكور و50.3% إناث.